# رودي سومرز
رودي سومرز (بالإنجليزية: Rudy Sommers) هو لاعب كرة قاعدة أمريكي، ولد في 30 أكتوبر 1886 في سينسيناتي في الولايات المتحدة، وتوفي في 18 مارس 1949 في لويفيل في الولايات المتحدة.

## وصلات خارجية
- رودي سومرز على موقعبيزبول رفرنس.كوم (الدوري الرئيسي) (الإنجليزية)
- رودي سومرز على موقعبيزبول رفرنس.كوم (الدوري الثانوي) (الإنجليزية)